# Høegholm
Høegholm (ofte fejlstavet som Høgholm) er en gammel sædegård, hvis oprindelige navn var Bjørnholm. Først i 1681 fik gården sit nuværende navn. Høegholm går helt tilbage til 1331. Gården ligger i Tirstrup Sogn i Syddjurs Kommune. Hovedbygningen er opført i 1888-1889.
Godset ligger ud til A 15 hovedlandevejen mellem Århus og Grenå, 8 km nordøst for Århus Lufthavn.
Høegholm Gods er på 320 hektar

## Ejere af Høegholm
- (før 1331) Anders Stigsen Hvide
- (1331-1362) Stig Andersen Hvide
- (1362-1420) Jens Ovesen Hvide / Anders Ovesen Hvide
- (1420-1425) Ove Andersen Hvide
- (1425) Else Krognos gift (1) Hvide (2) Rosenkrantz
- (1425-1477) Otto Nielsen Rosenkrantz
- (1477-1503) Erik Ottesen Rosenkrantz
- (1503-1516) Niels Eriksen Rosenkrantz
- (1516-1537) Henrik Nielsen Rosenkrantz
- (1537-1561) Christoffer Nielsen Rosenkrantz
- (1561-1612) Christian Krabbe
- (1612-1614) Hans Dyre / Jørgen Dyre / Jørgen Kruse
- (1614-1649) Just Høeg Banner
- (1649-1673) Erik Høeg Banner
- (1673-1683) Iver Juul Høeg Banner
- (1683-1700) Niels Trolle Høeg Banner
- (1700-1722) Helle Trolle gift (1) Høeg Banner (2) Krag
- (1722-1728) Christian lensgreve Danneskiold-Samsøe
- (1728-1753) Frederik Christian Danneskiold-Samsøe
- (1753-1754) Adam Gottlob Moltke
- (1754-1760) Volrad August von der Lühe
- (1760-1766) Palle Krag von Hoff
- (1766-1785) Johan Frederik Sehested
- (1785-1804) Pouline Fabritius de Tengnagel gift Sehested
- (1804-1805) H.P. Ingerslev
- (1805-1826) Poul Marcussen
- (1826-1836) Johannes Emil baron von Adeler
- (1836) Laurids S. Ingerslev
- (1836-1864) Morten Kirketerp
- (1864-1874) Ida Elisabeth Kirketerp gift Kirketerp
- (1874-1910) Carl Christian Emil Suhr Kirketerp (søn)
- (1910-1912) Mathilde Augusta Krüger gift Kirketerp
- (1912-1928) Axel Valdemar Schmidt
- (1928-1950) Ruth Dagmar Oline Mønsted gift Schmidt
- (1950-1984) Kay Axel Valdemar Schmidt (søn)
- (1984-) Christian Mønsted Schmidt (søn) og Linda Enchelmayer Schmidt

56°19′34″N 10°43′3″Ø / 56.32611°N 10.71750°Ø